# Вятка-1
Вя́тка-1 — деревня в Муромцевском районе Омской области России. Входит в состав Рязанского сельского поселения.

## История
Основана в 1857 году. В 1928 году деревня состояла из 72 хозяйств, основное население — русские. В административном отношении являлась центром Вятского сельсовета Муромцевского района Тарского округа Сибирского края.

## Население
| 1926 | 2010 |
| ---- | ---- |
| 401  | ↘34  |

## Улицы
- ул. Заречная,
- ул. Рабочая,
- ул. Центральная.